# タマブキ
タマブキ（玉蕗・球蕗、学名: Parasenecio farfarifolius var. bulbiferus）は、キク科コウモリソウ属の多年草。イワブキともいう。

## 分布と生育環境
北海道および本州の中部地方以北の、平地の山沿いから山地まで分布する。丘陵、山麓、山地の谷間や沢沿いなど、やや湿り気のある樹林の林床、林縁に自生する。まばらな集団を作って群生することが多い。

## 形態・生態
多年生草本。茎は直立して、高さ50 - 150センチメートル (cm) になる。葉は長い葉柄がついて茎の中程に集まるように互生し、葉柄には翼はなく茎を抱かない。葉身は五角形の心形で、葉縁には粗い鋸歯があり、茎の下部の葉身は幅20 - 35 cm、中部は10 - 15 cmになる。葉の表面には粗い毛が散生し、裏面には密に綿毛が生え緑白色になる。葉腋に径1 cmのむかごを多数つける。
花期は8 - 10月ごろ。茎の上部の先に細長い円錐花序をつくり、白い頭花をつける。総苞は長さ9 - 10ミリメートル (mm) の筒状で、総苞片は5個で白色。頭花は5 - 6個の黄色の小花からなり、すべて両性の筒状花。小花の花冠は浅く5裂し、花柱の先は2つに分かれ反り返る。

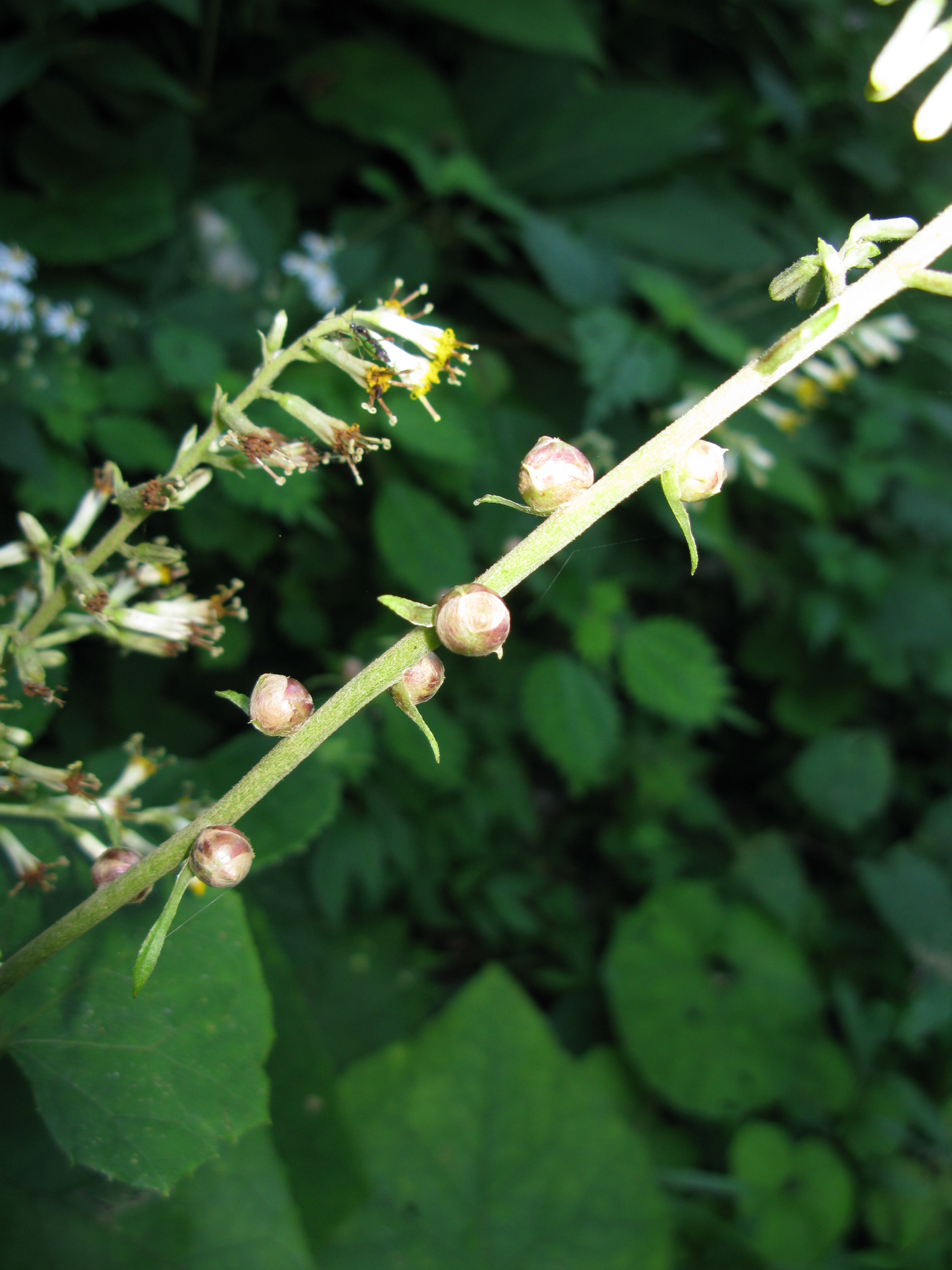
むかごをつける
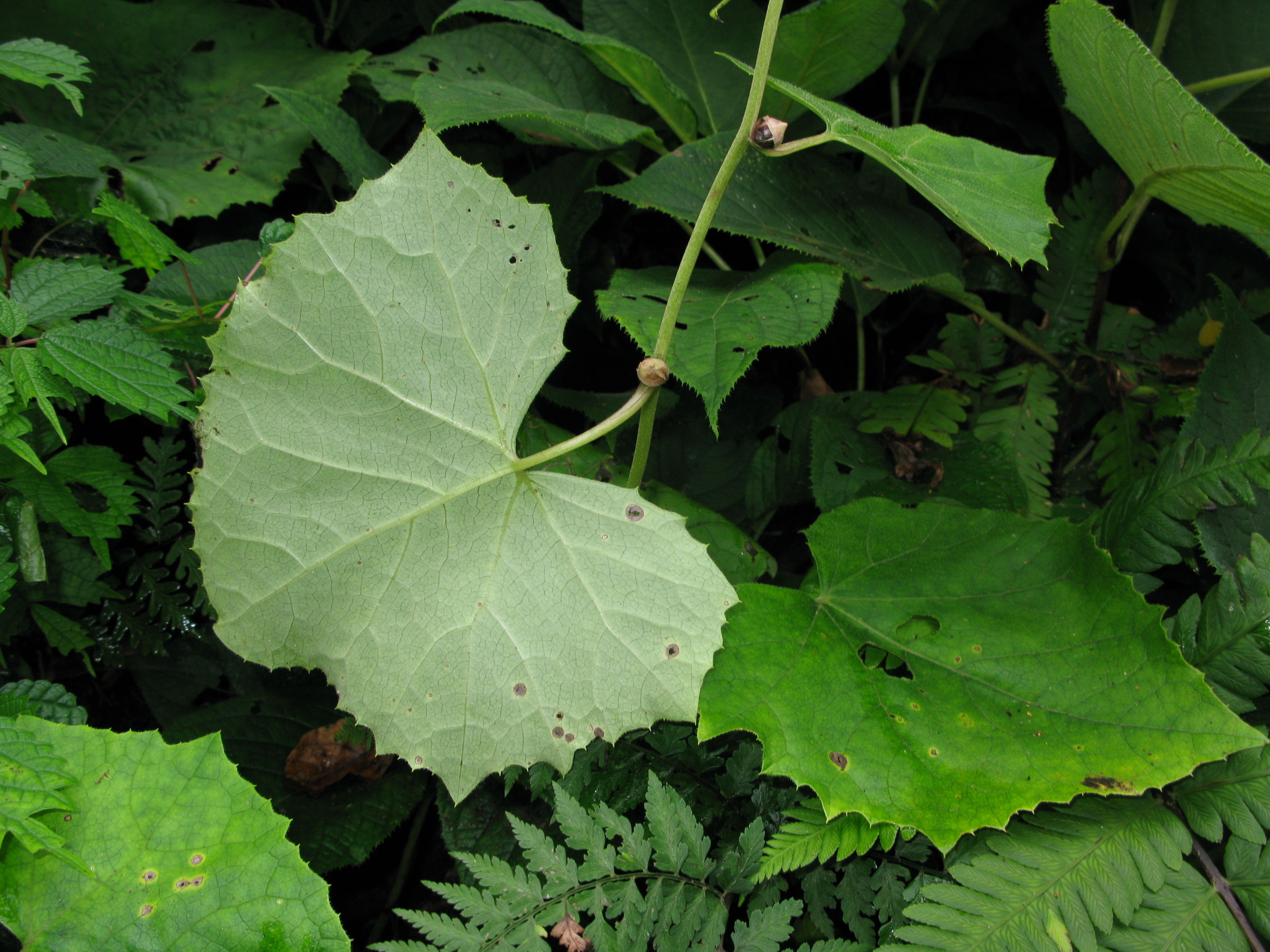
葉の裏面はくも毛が生える（左）
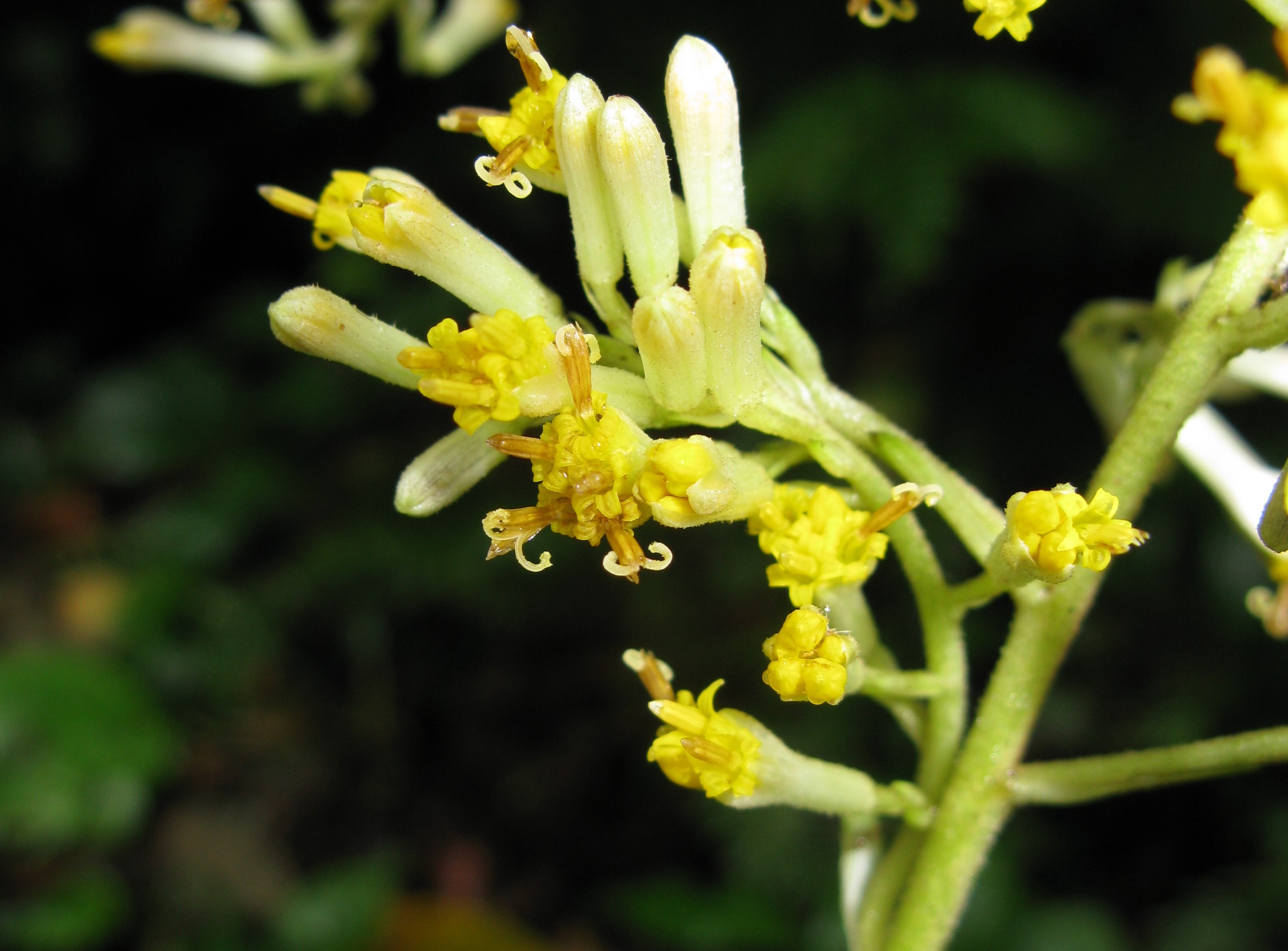
頭花は5-6個の黄色い小花からなる

## 利用
若芽や茎の先端の柔らかいところは山菜として食用とする。採取時期は5 - 6月ごろで、深山や寒冷地では7月ごろが適期とされる。若芽は生のまま天ぷらにしたり、茹でて水にさらし、ごま・ごま味噌の和え物、煮付け、佃煮、油煮などにする。